# 大利鼎吉
大利 鼎吉（おおり ていきち、天保13年（1842年） - 慶応元年1月8日（1865年2月3日））は、土佐勤王党の一人。
文久3年（1863年）に脱藩。池田屋事件では武田観柳斎とみられる隊士と戦っている。禁門の変で敗走。その後、田中光顕らと大坂焼き討ちを計画するが、新選組に情報が洩れてしまう。新選組は石倉屋に踏み込み、大利は4人がかりで斬られ死亡する（ぜんざい屋事件）。享年24。死亡の前日（1月7日）に詠んだとされる「ちりよりも かろき身なれど 大君に こころばかりは けふ報ゆなり」という歌が残る。
明治31年（1898年）、正五位を追贈された。